# Ororatech-Konstellation
Die Ororatech-Konstellation ist eine Konstellation von Erdbeobachtungssatelliten des Münchner Unternehmens Ororatech (Eigenschreibweise: OroraTech). Die Satelliten sind mit Wärmebildkameras ausgestattet und dienen zur weltweiten Früherkennung von Waldbränden. Ororatech plant den Aufbau einer Konstellation von 96 dieser Satelliten. Daneben nutzt das Unternehmen auch Daten von Erdbeobachtungssatelliten anderer Betreiber zur Waldbranderkennung.

## Satelliten
Die Satelliten der Ororatech-Konstellation werden von dem US-amerikanischen Raumfahrtunternehmens Spire Global in Zusammenarbeit mit OroraTech gebaut, wobei das deutsche Unternehmen die Infrarotkameras beisteuert. Sie fliegen in sonnensynchronen Umlaufbahnen in ungefähr 525–550 Kilometern Höhe und sollen Brände ab 16 Quadratmetern Größe entdecken können.
Von Januar 2022 bis Januar 2025 wurden drei Prototypen mit den Namen Forest-1 bis Forest-3 gestartet. Die ersten beiden basieren auf einem herkömmlichen Lemur-2-Bus von Spire Global, der dritte auf einem neu entwickelten Bus. Forest-1 und -2 haben 6U-CubeSat-Format und Forest-3 8U-Format. Alle drei starteten mit Transporter-Missionen des Startdienstleisters SpaceX.
Im März 2025 wurden mit einer Electron-Rakete von Rocket Lab weitere acht Ororatech-Satelliten gestartet. Sie wurden unter dem Namen Lemur-2 katalogisiert. Bis 2028 soll die OroraTech-Konstellation vervollständigt werden. Die 96 Satelliten sollen eine Überwachung der weltweiten Wälder in Zeitintervallen von höchstens 30 Minuten ermöglichen.

## Liste der Satellitenstarts
| Datum (UTC)   | Rakete   | Startplatz      | Anzahl Satelliten | COSPAR-ID          | Anmerkungen |
| ------------- | -------- | --------------- | ----------------- | ------------------ | ----------- |
| 22. Jan. 2022 | Falcon 9 | CCSFS LC-40     | 1                 | 2022-002BE         | Prototyp    |
| 12. Juni 2023 | Falcon 9 | CCSFS LC-40     | 1                 | 2023-084AQ         | Prototyp    |
| 14. Jan. 2025 | Falcon 9 | VSFB SLC-4E     | 1                 | 2025-009CB         | Prototyp    |
| 26. März 2025 | Electron | Rocket Lab LC-1 | 8                 | 2025-061A bis -61H |             |